# Meu Passado Me Condena
Meu Passado Me Condena - O Filme é um filme de comédia brasileiro de 2013, baseado na série homônima. Dirigido por Júlia Rezende e estrelado por Fábio Porchat e Miá Mello, o filme foi lançado nos cinemas brasileiros em 25 de outubro de 2013. O filme teve uma continuação lançada em 2015.

## Sinopse
Fábio (Fábio Porchat) e Miá (Miá Mello) são dois recém-casados que resolveram trocar alianças depois de apenas um mês de namoro. O casal decide passar a lua de mel em um cruzeiro que parte do Rio de Janeiro em direção à Europa. Porém, os dois logo descobrem que um ex-namorado dela (Alejandro Claveaux) e uma antiga paixão platônica dele (Juliana Didone) também estão a bordo - e em lua de mel.

## Elenco
- Fábio Porchat como Fábio Clóvis Meirelles
  - Luís Motta como Fábio  (adolescente)
- Miá Mello como Miá Meirelles
- Juliana Didone como Laura Assunção
  - Ana Cecília Albuquerque como Laura (adolescente)
- Alejandro Claveaux como Beto Assunção
- Inez Vianna como Suzana Mello
- Marcelo Valle como Wilson Mello
- Rafael Queiroga como Cabeça
  - Cauê Campos como Cabeça (adolescente)
- Elke Maravilha como dona Mirtes
- Ernani Moraes como seu Rubens Meirelles
- Catarina Abdalla como madrinha da Miá
- Stephan Nercessian como juiz de paz
- Herbert Richers Jr. como Comandante Vittorio
- Pablo Sanábio como Raul
- Letícia Pedro como amiga de Laura

## Produção
Meu Passado Me Condena marca a estreia de Júlia Rezende na direção de um longa-metragem e tem Mariza Leão como produtora. Baseado na série homônima exibida no canal por assinatura Multishow. A própria série, por sua vez, foi criada e dirigida por Júlia e pela roteirista Tati Bernardi.
O filme começou a ser gravado no início de março de 2013, no navio Costa Favolosa. Com isso, uma equipe brasileira gravou em um cruzeiro real pela primeira vez na história de um filme produzido no Brasil. A equipe e o elenco partiram do Rio de Janeiro e passaram por Aliança, Salvador, Recife, Maceió e Fortaleza e seguiram em direção a Itália. A primeira etapa das filmagens terminaram em 28 de março.

## Lançamento

### Bilheterias
Em seu final de semana de estreia, o filme arrecadou nos cinemas brasileiros R$ 5,7 milhões, ficando na posição #1 do ranking de bilheterias e tornando-se a segunda melhor estreia do ano de 2013 para um filme brasileiro, perdendo apenas para Somos Tão Jovens. Exibido em 373 salas de cinemas de todo o Brasil, Meu Passado Me Condena atraiu 425,7 mil espectadores, ficando com a melhor média de espectadores de 1141 por sala.

### Crítica
Aline Diniz em sua crítica para o Omelete escreveu: "Com um cronograma apertado e os dias contados para cada parada e uma data de chegada ao destino final definia, Meu Passado Me Condena parece desleixado e mal acabado. A trama, completamente sem foco, falha em estabelecer um ritmo para o longa, deixando a narrativa truncada. Porchat e Mello não facilitam a experiência. A intensa improvisação em momentos de humor faz com que o timming das piadas seja prejudicado e nada natural. Não há química entre o casal e todos os momentos íntimos são exagerados e forçados, coisa que piora quando eles precisam interagir com outras pessoas."

### Prêmios e Indicações
| Ano  | Prêmio                             | Categoria      | Resultado | Ref.  |
| ---- | ---------------------------------- | -------------- | --------- | ----- |
| 2014 | Grande Prêmio do Cinema Brasileiro | Melhor Comédia | Indicado  | [ 6 ] |

## Trilha-sonora
Conforme o site imdb.com, as músicas que tocam no filme são:
| Música                              | Intérprete                                  | Créditos (Composição)                       |
| ----------------------------------- | ------------------------------------------- | ------------------------------------------- |
| We Don't Wanna Fight                | Fabio Mondego, Fael Mondego e Marco Tommaso | Fabio Mondego, Fael Mondego e Marco Tommaso |
| Hey Girl                            | Fabio Mondego, Fael Mondego e Marco Tommaso | Fabio Mondego, Fael Mondego e Marco Tommaso |
| Amor a Bordo (Tema dos Personagens) | Fabio Mondego, Fael Mondego e Marco Tommaso | Fabio Mondego, Fael Mondego e Marco Tommaso |
| Top of the World                    | Fabio Mondego, Fael Mondego e Marco Tommaso | Fabio Mondego, Fael Mondego e Marco Tommaso |
| Casal Trambique                     | Fabio Mondego, Fael Mondego e Marco Tommaso | Fabio Mondego, Fael Mondego e Marco Tommaso |
| Me And You                          | Fabio Mondego, Fael Mondego e Marco Tommaso | Fabio Mondego, Fael Mondego e Marco Tommaso |
| Chiesa Di Sant' Antonio             | Fabio Mondego, Fael Mondego e Marco Tommaso | Fabio Mondego, Fael Mondego e Marco Tommaso |
| Morocco                             | Mohamed Oussama                             | Mohamed Oussama                             |
| Rita                                | Mohamed Oussama                             | Mohamed Oussama                             |
| Bid Night                           | Flavio Biniou                               | Flavio Biniou                               |
| Ex-Drunks                           | Flavio Biniou                               | Flavio Biniou                               |
| I Was Made for You                  | She & Him                                   | Zooey Deschanel and M. Ward                 |
| Encontro com o Diabo                | Grande Trepada (Big Trep)                   | Grande Trepada (Big Trep)                   |
| Toneladas de Desejo                 | Timbalada                                   | Carlinhos Brown                             |
| Hot n Cold                          | Katy Perry                                  | Katy Perry, Lukasz Gottwald, Max Martin     |
| La Zitella                          | Beppe Junior                                | Pietro Rogolli e Antonio Sempliciano        |